# Jens Vilhelmsen
Jens Vilhelmsen (8 de febrero de 1985) es un deportista danés que compitió en remo.
Ganó cuatro medallas en el Campeonato Mundial de Remo entre los años 2009 y 2016, y dos medallas en el Campeonato Europeo de Remo en los años 2015 y 2016.

## Palmarés internacional
| Campeonato Mundial | Campeonato Mundial      | Campeonato Mundial | Campeonato Mundial        |
| Año                | Lugar                   | Medalla            | Prueba                    |
| ------------------ | ----------------------- | ------------------ | ------------------------- |
| 2009               | Poznań (Polonia)        | Medalla de plata   | Cuatro sin timonel ligero |
| 2011               | Bled (Eslovenia)        | Medalla de bronce  | Ocho con timonel ligero   |
| 2015               | Aiguebelette (Francia)  | Medalla de plata   | Cuatro sin timonel ligero |
| 2016               | Róterdam (Países Bajos) | Medalla de plata   | Dos sin timonel ligero    |
| Campeonato Europeo |                         |                    |                           |
| Año                | Lugar                   | Medalla            | Prueba                    |
| 2015               | Poznań (Polonia)        | Medalla de bronce  | Cuatro sin timonel ligero |
| 2016               | Brandeburgo (Alemania)  | Medalla de plata   | Dos sin timonel ligero    |